# Верхня Сироватка
Ве́рхня Сиро́ва́тка — село в Україні, у Верхньосироватській сільській громаді Сумського району Сумської області. Центр Верхньосироватської ТГ, до складу якої входять села: Залізняк, Стінки, Новоселиця, Великий Бобрик, Малий Бобрик, Івахнівка, Юсупівка, селище Кам’яне. Село розташоване за 15 км від районного та обласного центру — міста Суми. Населення становить 5033 осіб. До 2017 орган місцевого самоврядування — Верхньосироватська сільська рада.

## Географія
Село Верхня Сироватка знаходиться на березі річки Сироватка (в основному на лівому), вище за течією на відстані 1 км розташоване село Залізняк, нижче за течією на відстані 1 км розташоване село Новоселиця. По селу протікає пересихаючий струмок з греблею. Через село проходять автомобільні дороги Н12 і Р45,а також залізниця, станції Бездрик і Залізняк.

## Назва
Однією з версій назви села є річка Сироватка, так як село розташоване в верхній частині річки — Верхня Сироватка.
За легендою, після війни з турками йшли солдати мимо поселення, яке не мало ще назви. І зустрівся їм високий дід. Попросили вони в нього води. А дід відповів, що води немає, бо набирали її із далеких джерел. І аби солдати втамували спрагу, дав їм напитися сироватки. Козаки так і назвали поселення - Сироватка. Спочатку селище називалося Вища Сироватка, бо дід був високим, а згодом - Верхня. А село по сусідству назвали Нижня Сироватка.

## Історія
На землях територіальної громади Верхня Сироватка, з давніх-давен проживали люди. Місцеві жителі знаходять на полях предмети скіфів, сарматів, черняхівської культури, антів, Київської Русі, хозарів, але найцікавішими, унікальними і загадковими є предмети київська культура — Верижанська. Їх походження як і походження самих верижанців ще належить вивчити вченим історикам і археологам. Музейна кімната «Vерижиця» присвячена цій культурі, знаходиться в публічній бібліотеці села Верхня Сироватка, вул. Макаренко, 28.
Засноване село у середині XVII століття, а точніше в 1653 році. Заселилося, як і вся Слобожанщина, втікачами із-за Дніпра. Для села характерно, що одна його частина була вільним козацьким поселенням, а друга (Велика та Мала Піщана, Прядківка) населяли кріпаки поміщиці Апраксіної, яка мала маєток у селі Великий Бобрик.
За переписом 1739 року в слободі Верхня Сироватка мешкало 1132 душі чоловічої статі, козаки і селяни, обернені Петром І у кріпаків полковника Кішка, які в 1730 році повстали проти свого феодала й зазнали нещадної кари. Основним заняттям населення було землеробство, скотарство, бджільництво, а пізніше – садівництво.
На початку XX століття за участі поміщиків – заводчиків Харитоненка, Терещенка, Золотницького, Ліщинського, Апраксіної за один рік збудовано залізницю «Суми – Бєлгород» (станція Золотницька с. Стінка). Після скасування в 1861 році кріпосного права в селі з’являються 2 селітрові, шкіряний та цегельний заводи, збудовано горілчаний завод.
Перший храм у селі збудовано в 1660 році. У 1805 році за проектом Олександра Олександровича Паліцина розпочалося спорудження кам’яної церкви в ім’я Успіння Божої Матері, яке тривало до 1812 року. Іконостас в 1841 році поновили живописом і позолотою, існує він і понині.
За даними на 1864 рік у казеній слободі, центрі Верхньосироватської волості Сумського повіту Харківської губернії мешкало 2283 особи (1153 чоловічої статі, та 1130 жіночої), налічувалось 368 дворових господарств, існувала православна церква та станова квартира, відбувався щорічний ярмарок.
Станом на 1914 рік кількість мешканців зросла до 6679 осіб.
Небезпечний смітник знайшли на Сумщині.
31 серпня 2024 року внаслідок ракетного удару загинула людина та поранені четверо. Пошкоджені близько 20 автомобілів.

## Населення

### Мова
Розподіл населення за рідною мовою за даними :

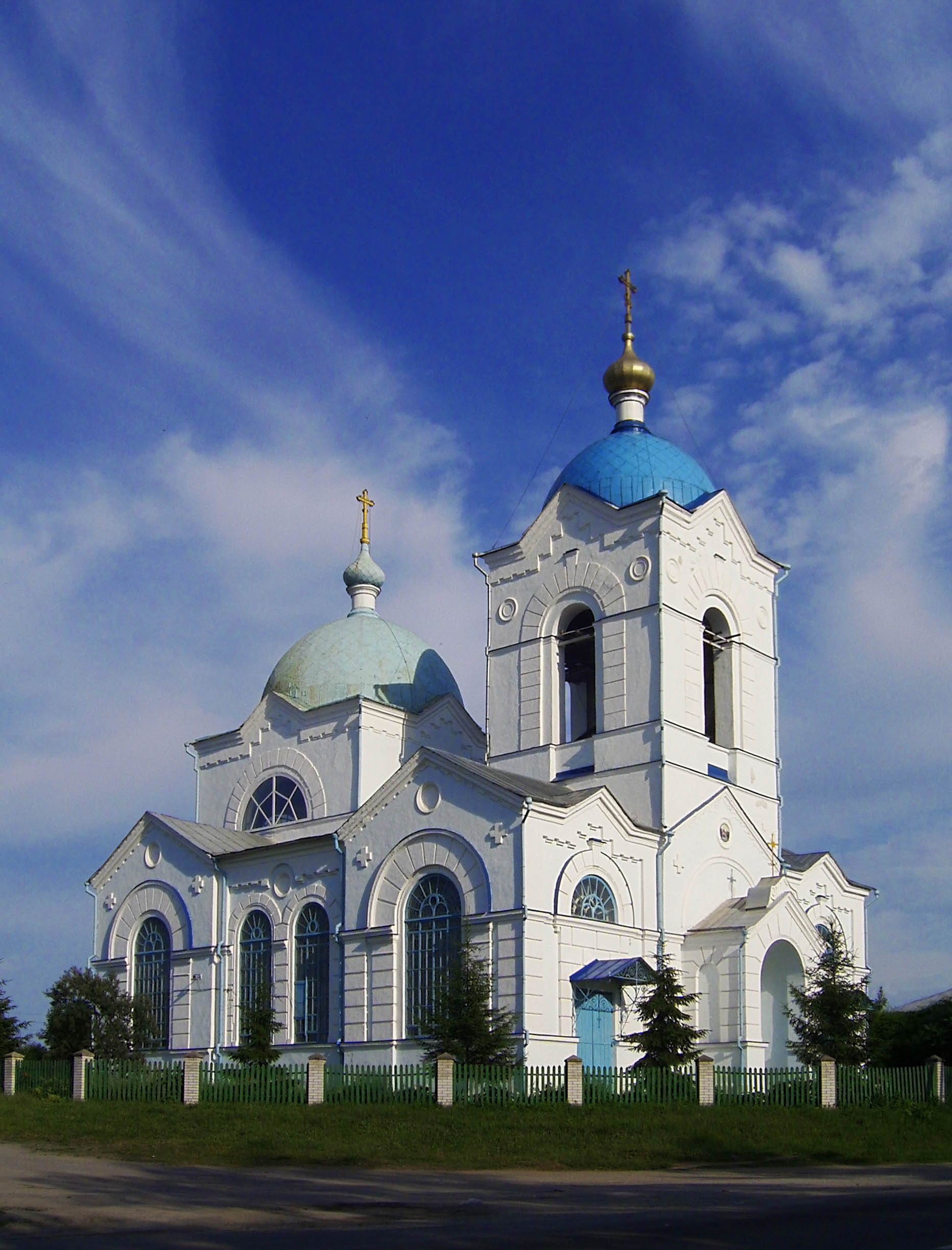
Свято-Успенська церква в селi Верхня Сироватка.

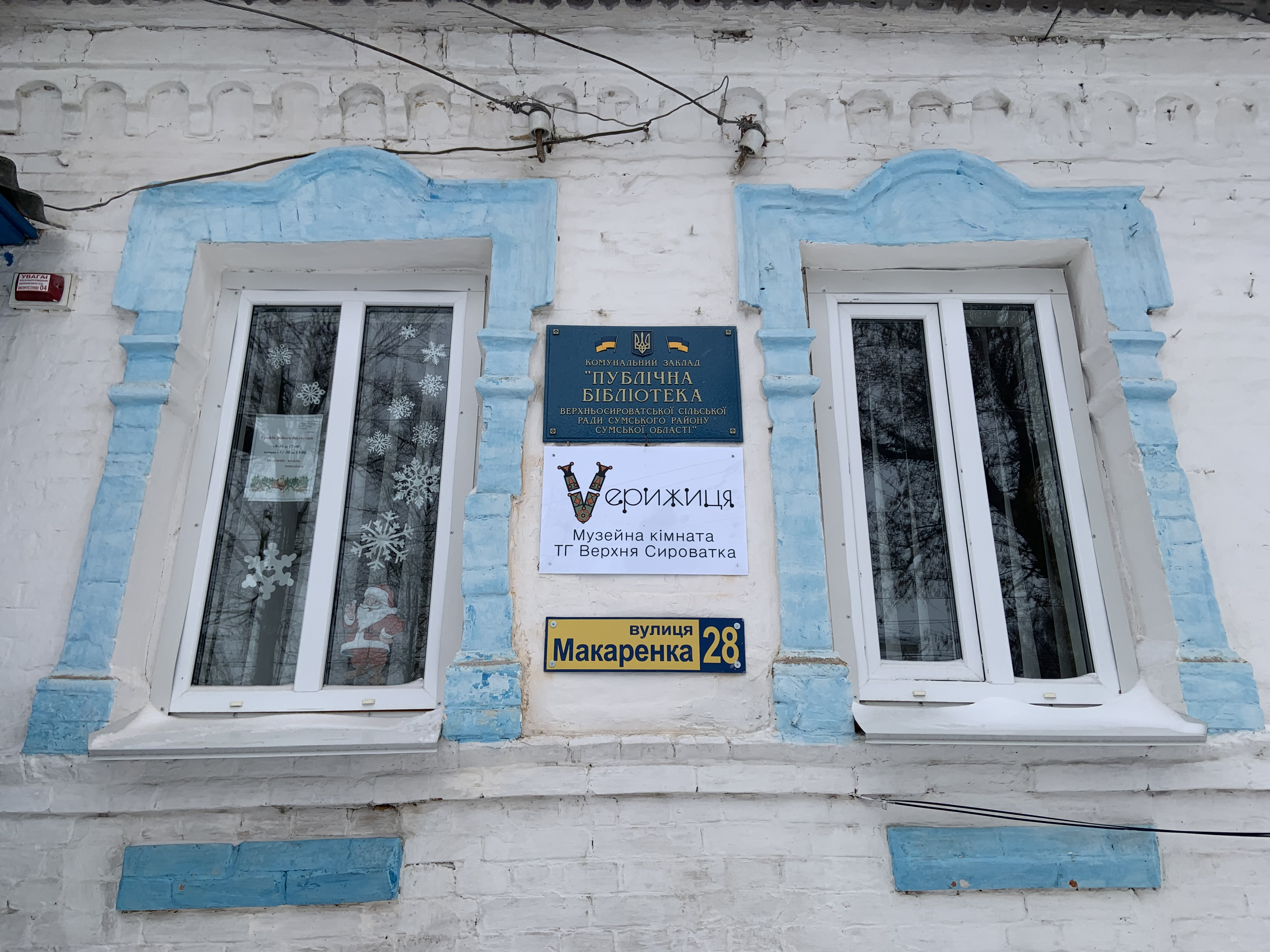
«Vерижиця» музейна кімната в селі Верхня Сироватка, вул. Макаренко, 28.

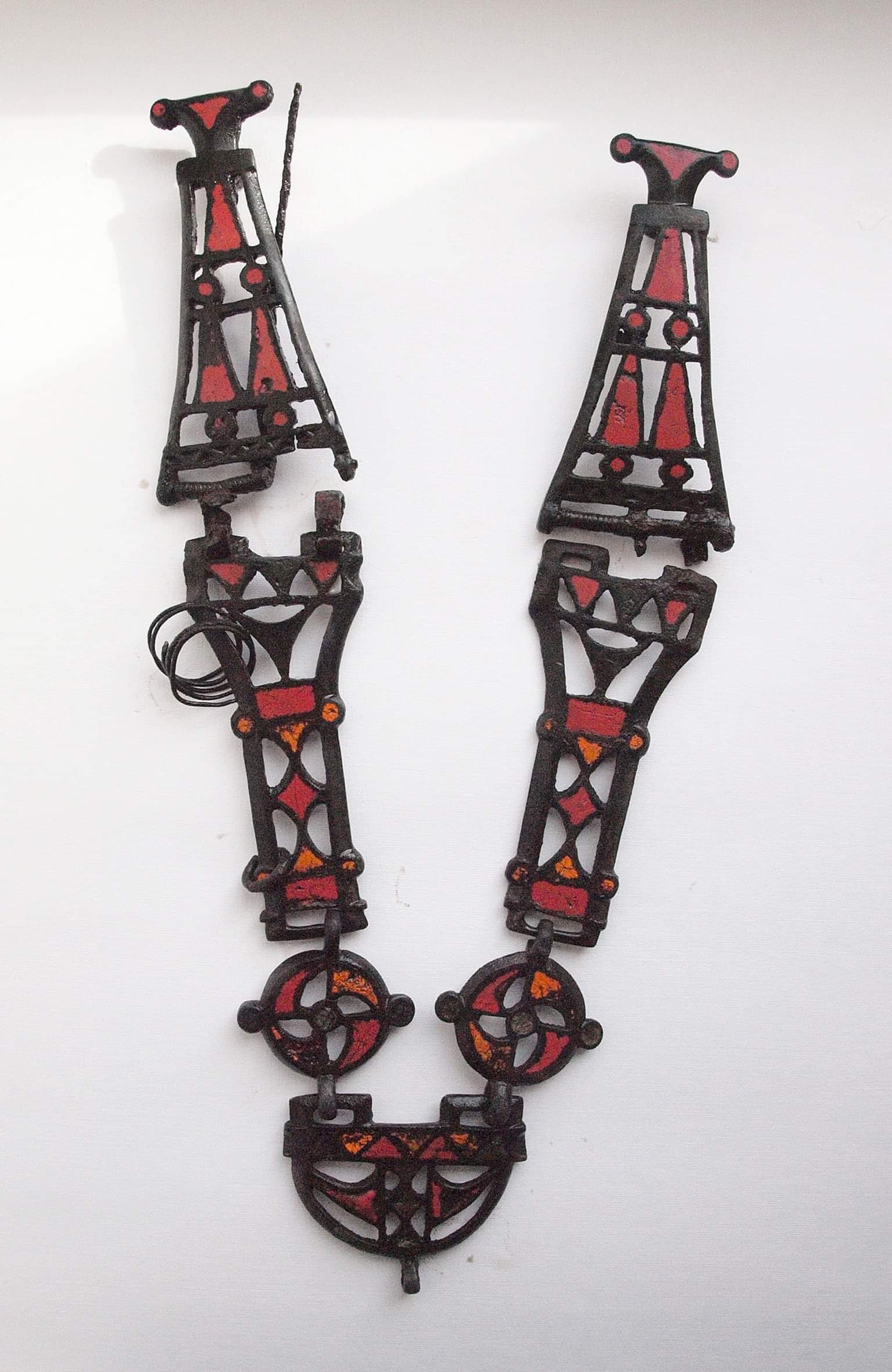
Верижиця київської культури, була знайдена в лісі біля села Верхня Сироватка, експонується в Сумському обласному краєзнавчому музеї.

| Мова            | Кількість | Відсоток |
| --------------- | --------- | -------- |
| українська      | 3601      | 94.42%   |
| російська       | 200       | 5.24%    |
| вірменська      | 8         | 0.21%    |
| білоруська      | 4         | 0.11%    |
| інші/не вказали | 1         | 0.02%    |
| Усього          | 3814      | 100%     |

## Освіта
1918 року у селі відкрилась українська державна мішана гімназія.
На початку 70-х років поряд з основним приміщенням було збудовано нове з червоної цегли на п'ять класних кімнат . Через інтенсивне зростання чисельності учнів виникла потреба в новобудові. Роботи розпочалися, коли директором школи був Пискун Григорій Юхимович.
8 жовтня 1979 року педагогічний і учнівський колективи приступили до занять у новому типовому двоповерховому приміщенні.
У серпні 1999 року було здійснено капітальний ремонт школи: замінено фасад та покрівлю, відремонтовано класні кімнати й коридори.

## Відомі жителі села
- Кричевський Василь Григорович — український художник, автор малого герба УНР «Тризуб», у 1880—1882 р. навчався у школі села Верхня Сироватка.
- Красій Семен Опанасович — Герой Радянського Союзу.
- Пархоменко Валентин Іванович — український кінорежисер.

В селі загинув Бєлявський Олександр Олегович — український військовик, учасник російсько-української війни.